# USS Pueblo (AGER-2)
USS Pueblo (AGER-2) là một tàu nghiên cứu môi trường lớp Banner, gắn liền với tình báo của Hải quân với tư cách là một con tàu gián điệp, đã bị các lực lượng Bắc Triều Tiên tấn công và bắt giữ vào ngày 23 tháng 1 năm 1968, trong sự kiện Pueblo hoặc cách gọi khác là cuộc khủng hoảng Pueblo.
Việc bắt giữ tàu của Hải quân Hoa Kỳ và 83 thuyền viên, một người trong số đó đã bị chết trong cuộc tấn công, đã đến chưa đầy một tuần sau khi Tổng thống Lyndon B. Johnson phát biểu trước Quốc hội Hoa Kỳ một tuần trước khi bắt đầu cuộc tấn công Tết Mậu Thân ở miền Nam Việt Nam trong Chiến tranh Việt Nam, và ba ngày sau khi 31 người thuộc Đơn vị 124 Quân đội Nhân dân Triều Tiên của Bắc Triều Tiên đã vượt qua Khu phi quân sự Triều Tiên (DMZ) và giết chết 26 người Hàn Quốc trong âm mưu tấn công Nhà Xanh Hàn Quốc) ở thủ đô Seoul. Việc bắt giữ Pueblo và việc hành hạ và tra tấn thủy thủ đoàn của con tàu này trong thời gian giam giữ dài 11 sau đó đã trở thành một sự cố lớn trong Chiến tranh Lạnh, gây căng thẳng giữa các cường quốc phương Tây, Liên Xô và Trung Quốc.
Bắc Triều Tiên tuyên bố rằng Pueblo đã cố ý vào lãnh hải của họ cách đảo Ryo 7,6 hải lý (14 km) và nhật ký hải trình cho thấy họ đã xâm nhập nhiều lần. Tuy nhiên, Hoa Kỳ vẫn cho rằng con tàu đang ở trong vùng biển quốc tế tại thời điểm xảy ra sự cố và bất kỳ bằng chứng có mục đích nào do Triều Tiên cung cấp để hỗ trợ cho các tuyên bố của họ là bịa đặt.
Pueblo, hiện vẫn do Bắc Triều Tiên chiếm giữ, và nó chính thức vẫn là tàu đang làm nhiệm vụ của Hải quân Hoa Kỳ. Kể từ đầu năm 2013, con tàu đã được neo đậu dọc sông Potong ở Bình Nhưỡng và sử dụng nó như một tàu bảo tàng tại Bảo tàng Chiến tranh Chiến thắng Bình Nhưỡng. Pueblo là con tàu duy nhất của Hải quân Hoa Kỳ vẫn còn nằm trong danh sách đang thực hiện nhiệm vụ hiện đang bị giam giữ.

## Hoạt động ban đầu

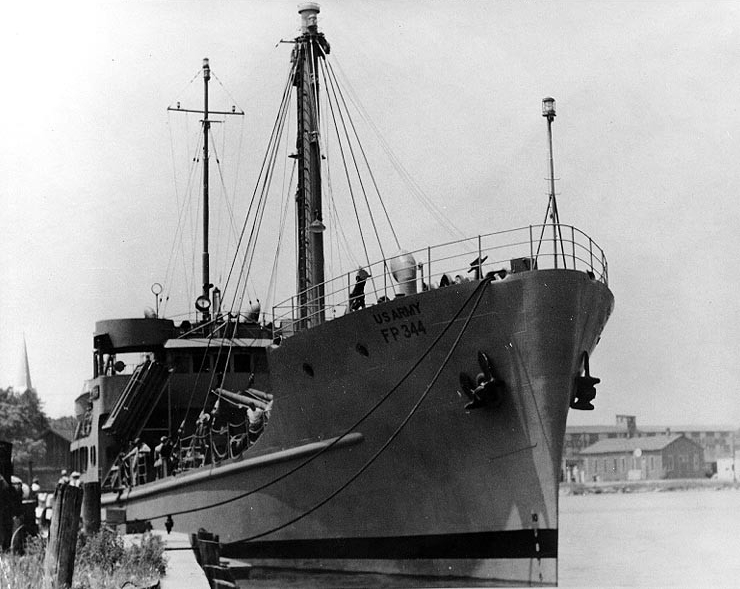
U.S. Army Cargo Vessel FP-344 (1944).Chuyển đến Hải quân năm 1966, nó trở thành USS Pueblo (AGER-2)

Con tàu đã được hạ thủy tại Kewaunee Shipbuilding and Engineering Company ở Kewaunee, Wisconsin, ngày 16/4/1944, như một tàu Freight and Passenger (FP) FP-344 của Quân đội Mỹ. Quân đội sau đó đã thiết kế lại các tàu FP thành Freight and Supply thay đổi chỉ định thành FS-344. Con tàu, được đưa vào hoạt động tại New Orleans vào ngày 7 tháng 4 năm 1945, đóng vai trò là tàu có người lái của Lực lượng Phòng vệ bờ biển dùng để huấn luyện dân cho Quân đội. Sĩ quan chỉ huy đầu tiên của nó là Trung úy J. R. Choate, USCGR, sau đó là Trung úy J.G. Marvin B. Barker, USCGR, ngày 12 tháng 9 năm 1945. FS-344 đã bị ngừng hoạt động vào năm 1954
Năm 1964 Bộ Quốc phòng trở nên quan tâm đến việc có các tàu thu thập tín hiệu tình báo nhỏ hơn, ít tốn kém hơn, linh hoạt hơn và nhạy hơn so với các tàu AGTR và T-AG. Các tàu chở hàng nhẹ bị loại biên là các tàu DoD phù hợp nhất, và một chiếc đã được chuyển đổi thành USS Banner vào năm 1964 và bắt đầu hoạt động vào năm 1965.
FS-344 đã được chuyển giao cho Hải quân Hoa Kỳ ngày 12 tháng 4 năm 1966 và được đổi tên thành USS Pueblo (AKL-44) theo Pueblo và Pueblo County, Colorado ngày 18 tháng 6. Ban đầu, cô được phân loại là một tàu chở hàng nhẹ để tân trang cơ bản tại Puget Sound Naval Shipyard năm 1966. Khi Pueblo được chuẩn bị dưới vỏ bọc không bí mật như một tàu chở hàng nhẹ, nên nhân viên và huấn luyện phi hành đoàn nói chung là trên cơ sở này, với 44 % chưa từng đi biển khi lần đầu tiên được giao nhiệm vụ. Việc lắp đặt thiết bị tình báo tín hiệu, với chi phí 1,5 triệu đô la, đã bị trì hoãn đến năm 1967 vì lý do ngân sách, nối lại dịch vụ như cái gọi là "tàu gián điệp" và được thiết kế lại AGER-2 vào ngày 13 tháng 5 năm 1967. Sau khi thử nghiệm và cải hoán, nó rời xưởng đóng tàu vào ngày 11 tháng 9 năm 1967 tới San Diego để huấn luyện.

## Sự cốPueblo
Ngày 5 tháng 1 năm 1968, Pueblo rời căn cứ Hải quân Hoa Kỳ, Yokosuka, Nhật Bản, quá cảnh tới căn cứ hải quân Hoa Kỳ tại Sasebo, Nhật Bản; từ đó, nó rời đi vào ngày 11 tháng 1 năm 1968, đi về phía bắc qua eo biển Tsushima vào biển Nhật Bản. Tàu rời đi với các mệnh lệnh cụ thể để ngăn chặn và tiến hành giám sát hoạt động của Hải quân Liên Xô ở eo biển Tsushima và thu thập tín hiệu và tình báo điện tử từ Triều Tiên. SIGAD được giải mật cho Direct Support Unit (DSU) của National Security Agency (NSA) từ Naval Security Group (NSG) trên Pueblo trong cuộc tuần tra liên quan đến vụ việc là USN-467Y. AGER (Auxiliary General Environmental Research) biểu thị một chương trình chung của Cơ quan an ninh quốc gia và hải quân.
Ngày 16 tháng 1 năm 1968, Pueblo đến vĩ tuyến 42°Bắc, để chuẩn bị cho cuộc tuần tra. Khu vực tuần tra là quá cảnh xuống bờ biển Bắc Triều Tiên từ 41° Bắc đến 39°Bắc, sau đó chuyển trở lại, với mục tiêu không tiến gần hơn 13 hải lý đến bờ biển Bắc Triều Tiên, và vào ban đêm di chuyển ra xa từ 18 đến 20 hải lý. Điều này thật khó khăn khi chỉ có hai thủy thủ có kinh nghiệm điều hướng tốt, sau đó thuyền trưởng đã báo cáo "Tôi không có một nhóm thợ may chuyên nghiệp cao để làm công việc điều hướng cho tôi".
Vào lúc 17:30 ngày 20 tháng 1 năm 1968, một tàu săn ngầm lớp SO-1 kiểu Liên Xô đã được sửa đổi của Triều Tiên đã vượt qua trong phạm vi 4.000 thước Anh (3,7 km) của Pueblo, cách đó khoảng 15,4 hải lý (28,5 km) về phía đông nam của Mayang-do ở vị trí 39 ° 47'N và 128 ° 28,5'E. Chiều ngày 22 tháng 1 năm 1968, hai tàu đánh cá của Triều Tiên Rice Paddy 1 và Rice Paddy 2 đã vượt qua trong vòng 30 thước Anh (27 m) của Pueblo. Ngày hôm đó, một đơn vị Bắc Triều Tiên đã thực hiện một vụ ám sát trong "Nhà xanh" nhằm vào Tổng thống Hàn Quốc Park Chung-hee, nhưng các thuyền viên của Pueblo không được thông báo.